# Relief du Sri Lanka
Les temples de Embekka Devalaya (le temple en bois), de Buduruwagala et de Polonnaruwa  renferment les plus beaux reliefs du Sri Lanka.

## Le temple en boisEmbekka Devalaya
Embekka Devalaya se situe  dans une zone connue sous le nom  Medapalata Korale d'Udunuwara dans le district de Kandy à environ 7 - 8 km (5,0 mi) de Pilimathalawa à Embekka sur la route principale qu relie  Colombo à Kandy. Ce temple vieux de plus de six siècles a été construit sous le règne du roi Wickremabahu III (1371-1394AD) de Gampola. Les sculptures qu'il présente sont d'une facture intéressante, l'une des formes les plus reconnaissables est la Hansa Puttuwa ou Swans enlacés. D'autres incluent des conceptions de corde enlacée (Lanu Gataya), de visage d'éternuement (Kisimbi Muna), de travail de feston (Liyawala), d'images de Déesse (Deva Ruwa), de faucon (Gijulihiniya) avec des aigles à deux têtes, nourrissant l'enfant, lutteurs, soldats combattant à cheval, oiseaux avec des figures humaines et beaucoup plus. Ces belles créations sont l'œuvre d'une équipe d'artisans qualifiés dirigée par le maître artisan Delmada Mulacari sous l'autorité du roi Wickramabahu lll.

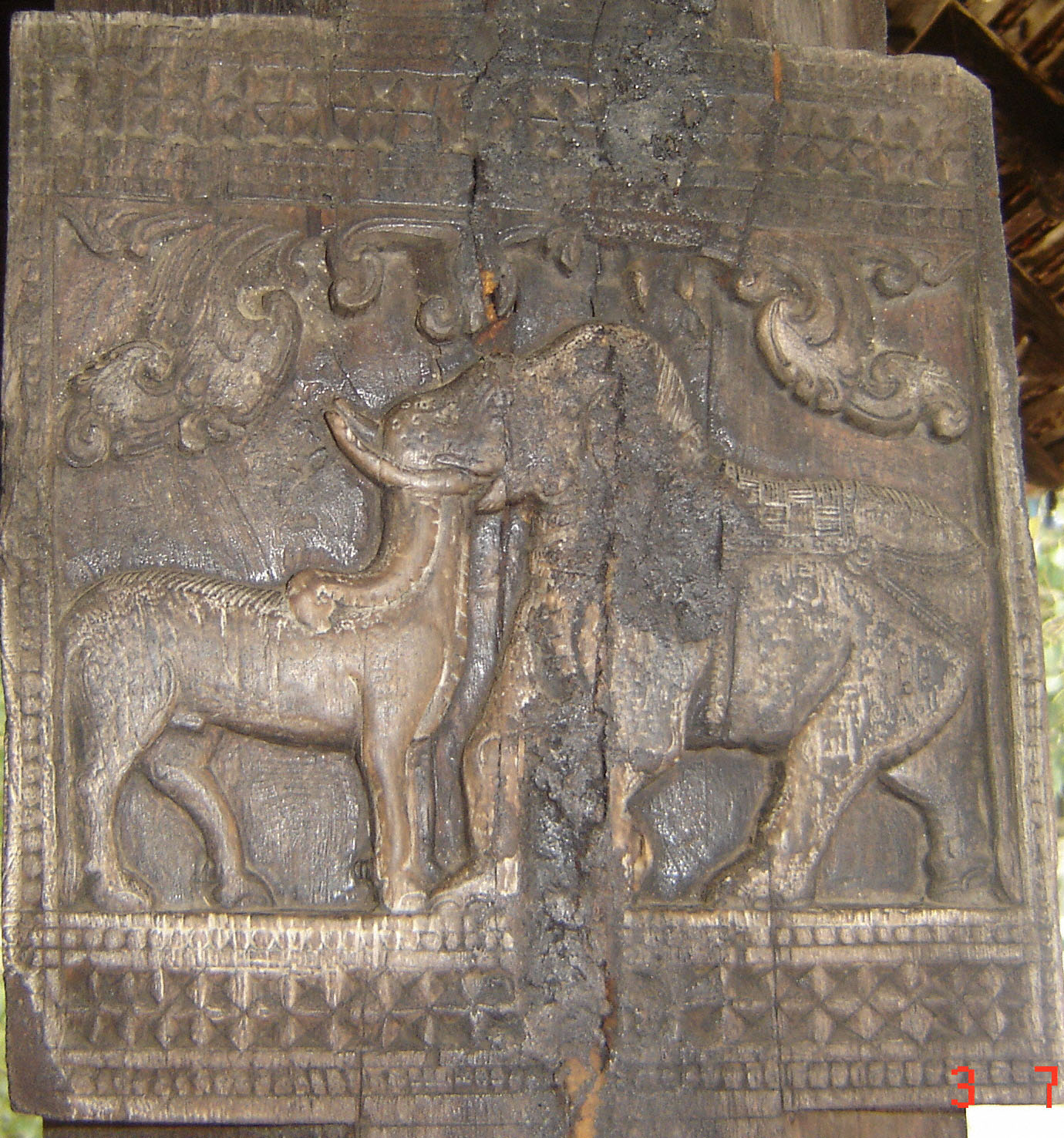
Le taureau et l'élephant.
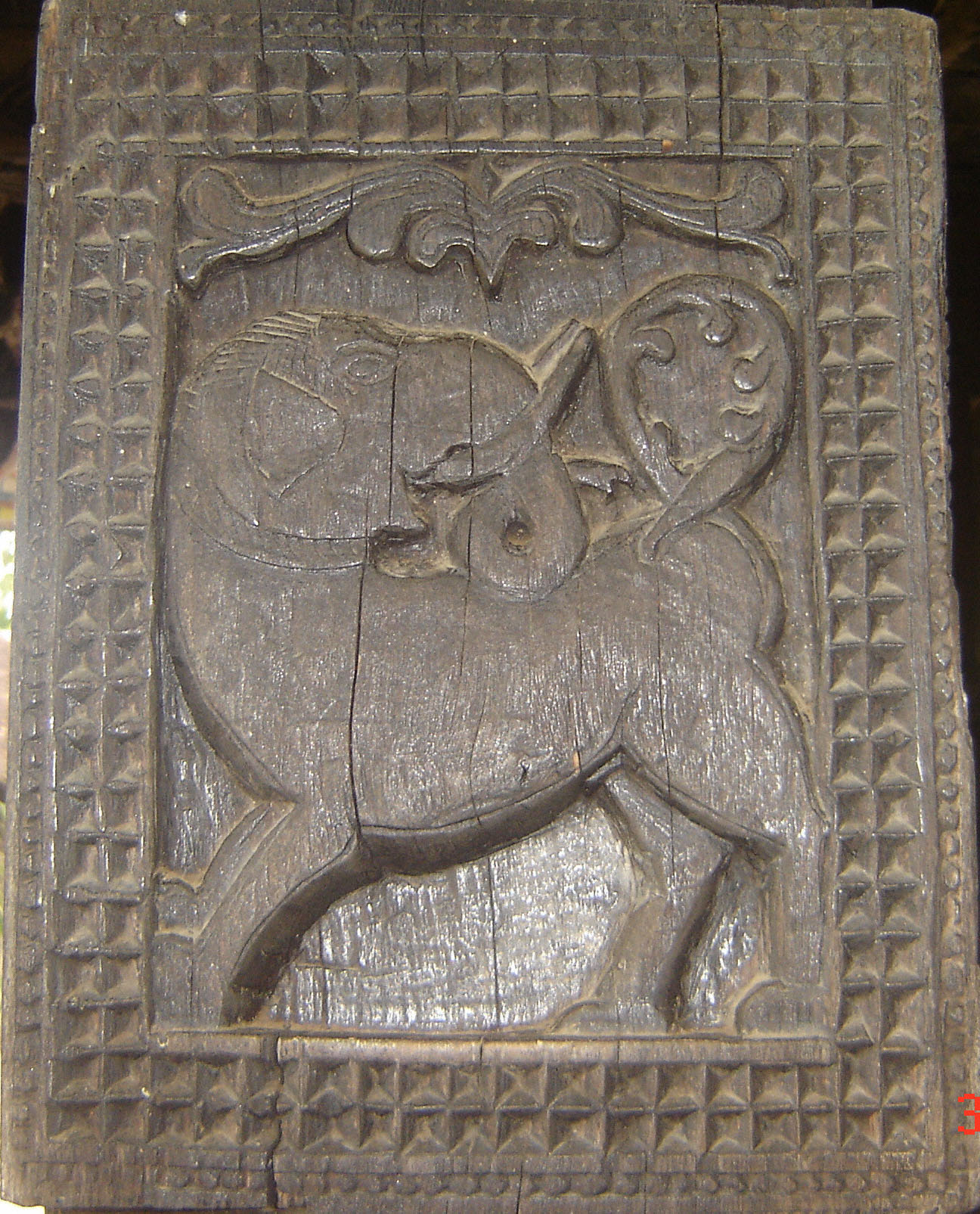
"Gaja Sinha", l'Éléphant-Lion.
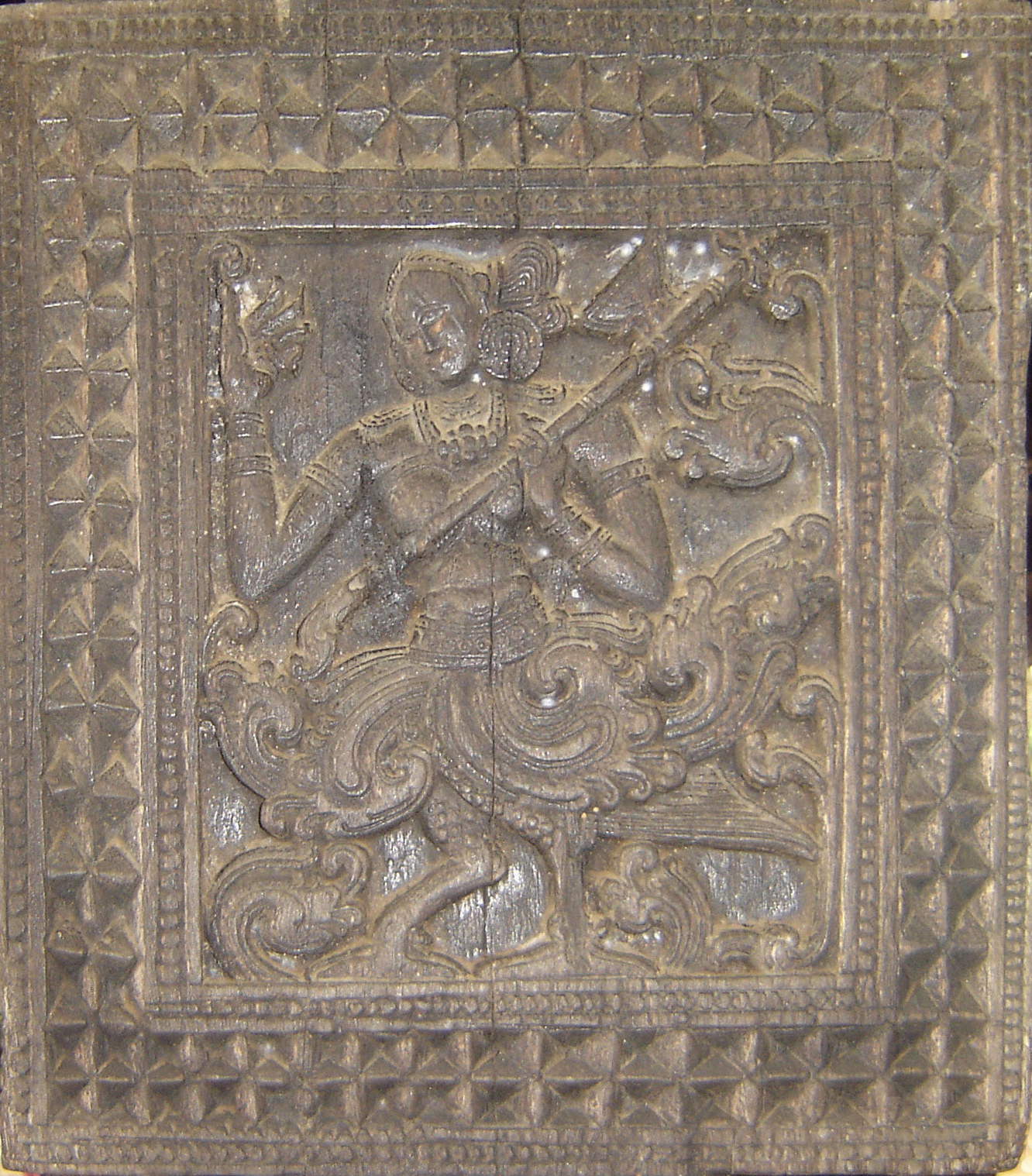
La sirène.
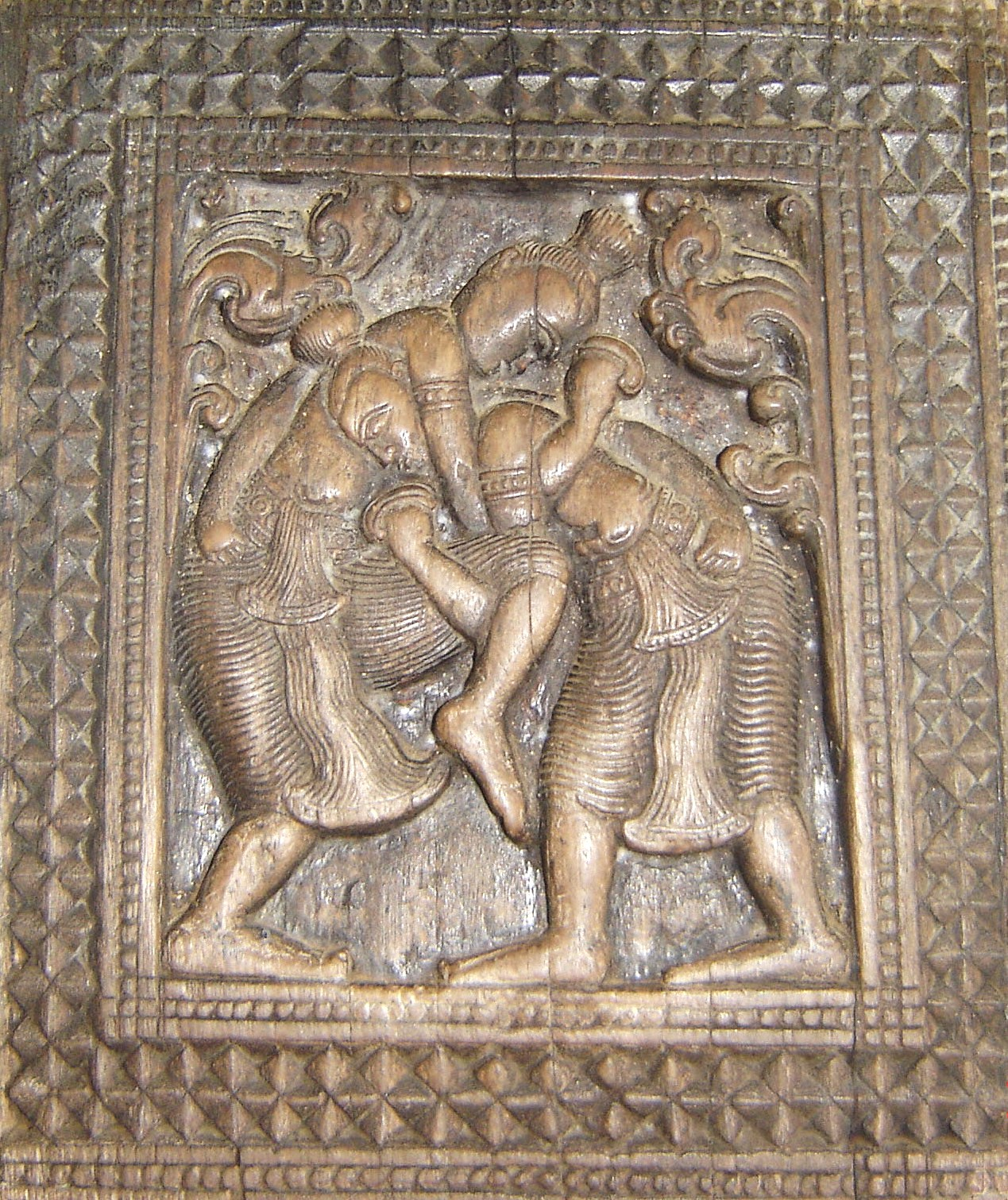
Deux lutteurs Angampora.
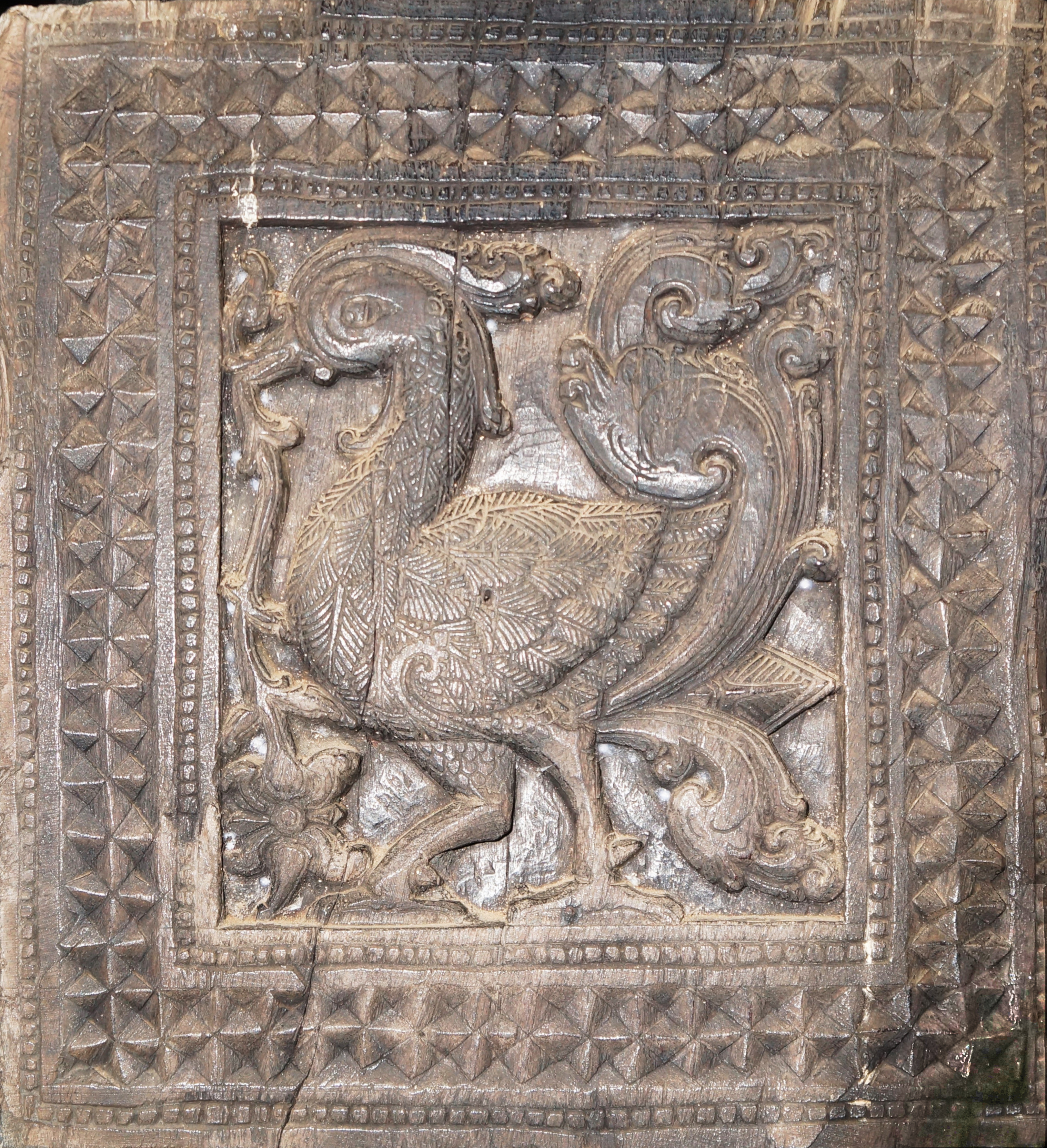
Le paon.
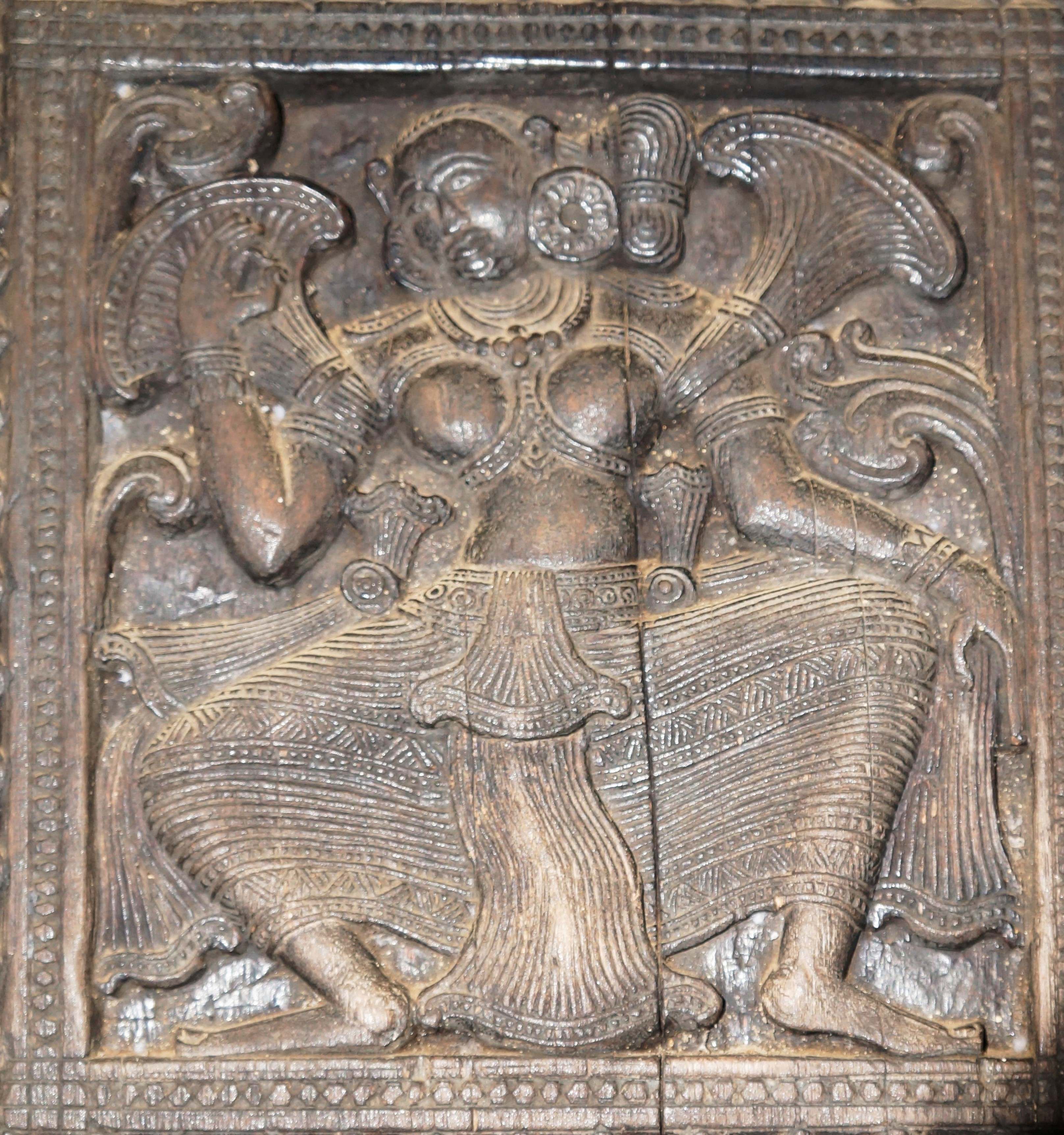
Danseuse Apsara.
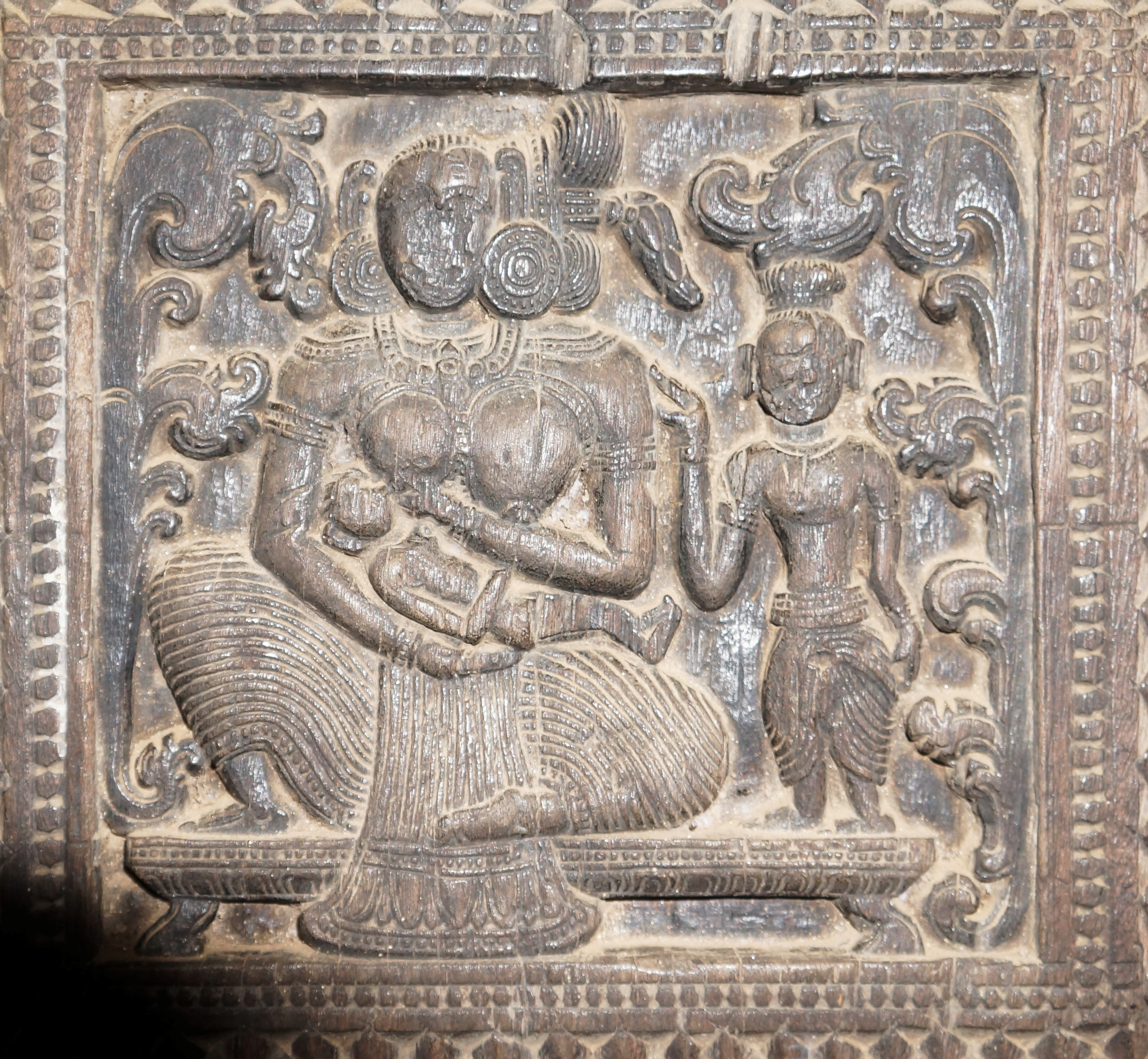
La "Nourice".

## Temple deBuduruwagala

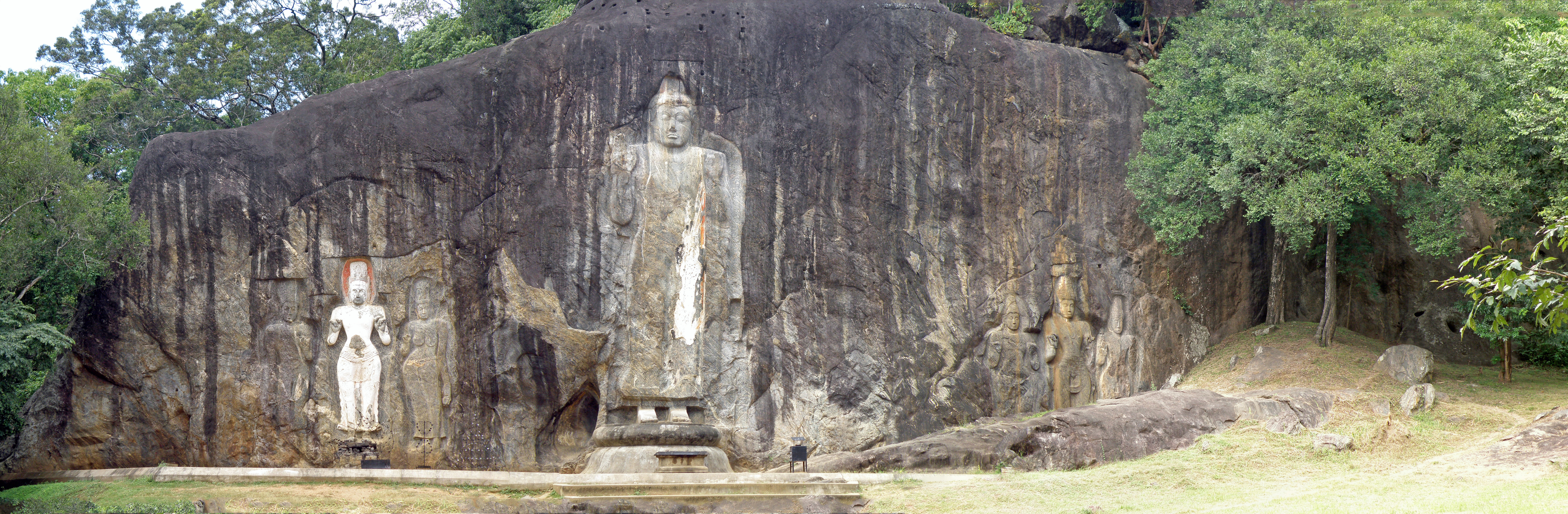
L'ensemble monumental de Buduruwagala.

(qui signifie à peu près « Image de pierre du Bouddha ») est un ancien temple bouddhiste du Sri Lanka. Le site est situé à 5 km au sud-ouest de la ville de Wellawaya important carrefour routier du district de Moneragala dans la province d'Uva. Les bas-reliefs sont généralement datés par les spécialistes comme étant de la fin du IXe siècle – début du Xe siècle, dernière période du royaume d’Anuradhapura. Ils sont répartis en trois sous-ensembles :
- la statue centrale, qui est le plus grand Bouddha debout sculpté du Sri Lanka (15 m) ;
- le groupe de trois personnages situé à main gauche du grand Bouddha est représentatif du bouddhisme Mahayana ;
- le groupe de droite représente trois Bodhisattvas fameux: Maitreya au centre, Vajrapani à sa gauche et un Bodhisattva non identifié à sa droite. Ces bas-reliefs sont représentatifs du bouddhisme tantrique vajrayana.

## Temple dePolonnâruvâ

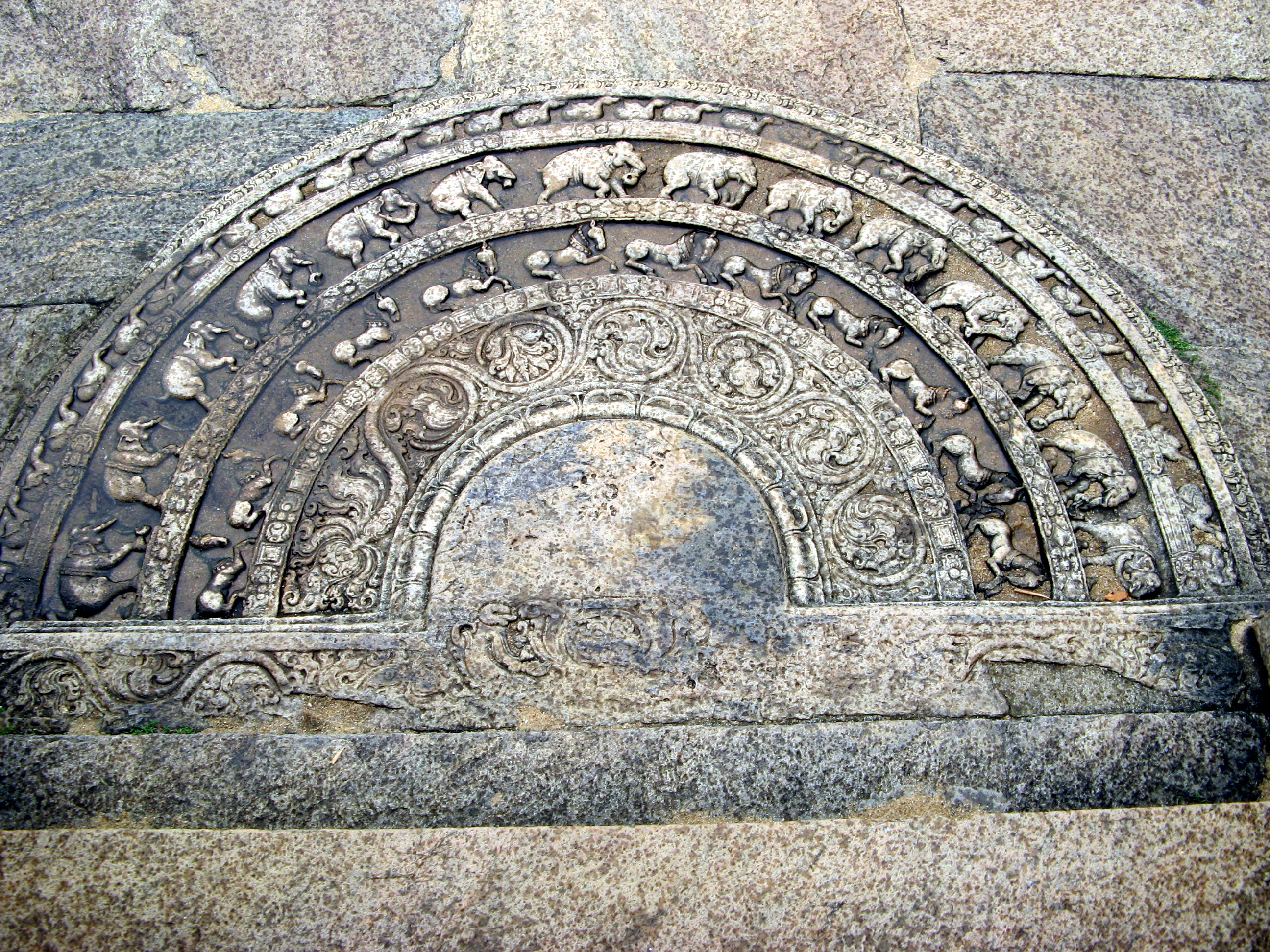
Moonstone (architecture) à l'entrée du Vadatage de Polonnaruwa

Il se situe dans l'un des sites du « triangle culturel » et l'une des anciennes capitales du Sri Lanka. Elle fut le siège du pouvoir des rois cinghalais du onzième au treizième siècle. Le site de Polonnâruvâ, situé dans la Province du Centre-Nord, s'étend sur environ 122 hectares et présente de nombreux monuments encore bien conservés. De manière générale, le style architectural y est marqué par l'influence hindoue.